# Akiko Nakagawa
Akiko Nakagawa (中川 亜紀子?, Nakagawa Akiko; Sapporo, 1º dicembre 1973) è una doppiatrice giapponese.
Voce di Sota Higurashi, il fratello minore di Kagome in Inuyasha e di Inori Yamabuki/Cure Pine in Fresh Pretty Cure!, è sposata col compositore delle colonne sonore di Inuyasha e di tanti altri anime Kaoru Wada.

## Doppiaggio

### Anime
- Sota Higurashi in InuYasha
- Inori Yamabuki/Cure Pine in Fresh Pretty Cure! e Fresh Pretty Cure! - Le Pretty Cure nel Regno dei Giocattoli
- Anne in Little Snow Fairy Sugar
- Miss Goldenweek in One Piece
- Miyuki Nanase in Kindaichi shōnen no jikenbo
- Demi in Flame of Recca
- Kanna Togakushi in Happy Lesson
- Sayla e Nana in Superior Defender Gundam Force
- Kayo Ando in Pretty Cure Splash☆Star
- Shiori Kubou in Maria-sama ga Miteru
- Sivil in Macross 7
- Bomper in Engine Sentai Go-onger
- Inori Yamabuki/Cure Pine in Eiga Pretty Cure All Stars DX - Minna tomodachi Kiseki no zenin daishūgō!
- Inori Yamabuki/Cure Pine in Eiga Pretty Cure All Stars DX 2 - Kibō no hikari Rainbow Jewel wo mamore!
- Inori Yamabuki/Cure Pine in Eiga Pretty Cure All Stars DX 3 - Mirai ni todoke! Sekai wo tsunagu Niji-iro no hana
- Inori Yamabuki/Cure Pine in Eiga Pretty Cure All Stars New Stage - Mirai no tomodachi
- Inori Yamabuki/Cure Pine in Eiga HUGtto! Pretty Cure Futari wa Pretty Cure - All Stars Memories